# Tommycassi
Tommycassi, pseudonimo di Tommaso Cassissa (Genova, 11 febbraio 2000), è un comico, attore e youtuber italiano.
Fa parte della boyband Auch composta oltre che da lui stesso anche da Andrea Pisani dei PanPers e Gabriele Boscaino dei Nirkiop e formata nel febbraio 2022 e resa nota dal 4 marzo dello stesso anno con il lancio del primo singolo Sotto la doccia.

## Biografia
Ha iniziato la sua carriera nel 2010 come youtuber prima in collaborazione con il fratello, poi nel canale umorismoKIWI con Gabriele Armento, fino al 2015. Nel 2017 ha creato il personaggio di Tommycassi su Instagram e TikTok, raggiungendo al 2022 rispettivamente 1,3 e 2,6 milioni di follower, pubblicando materiale comico (affine alla stand up comedy) con temi legati alla sua generazione, nonché brani musicali sia parodistici che originali. Nel 2020 ha pubblicato per Mondadori Mi giustifico!, libro dedicato al mondo degli studenti.
Dal 2020 ha condotto le due edizioni del programma Boing Challenge per Boing. Nel 2021 è stato candidato come "Star comica dell'anno" nell'ambito della sezione italiana dei Kids' Choice Awards. Nello stesso anno la rivista Forbes Italia lo ha inserito tra gli under 30 italiani che avranno maggiore impatto nel futuro per la categoria social media. Nel 2022 ha partecipato come concorrente alla trasmissione di Nove Stand Up! Comici in prova e alla 79ª Mostra internazionale d'arte cinematografica di Venezia come attore del cortometraggio di RaiPlay La bambola di pezza. Con i colleghi youtuber Andrea Pisani dei Panpers e Gabriele Boscaino dei Nirkiop ha costituito il gruppo musicale Auch (All You Can Hit). È stato selezionato per far parte della giuria in un'attività del Giffoni Film Festival nel luglio 2023.
Nel 2023 ha partecipato al docu-film Pooh - Un attimo ancora, nel ruolo di Andrea e con lo stesso regista, Nicola Conversa, ha debuttato come attore protagonista in un lungometraggio di fiction nel dramedy teen/sick lit Un oggi alla volta, presentato nell'ottobre 2023 nell'ambito di Alice nella città, festival parallelo della Festa del Cinema di Roma. Il film è stato distribuito nelle sale italiane nel luglio 2024. Nel giugno dello stesso anno è stato il destinatario del premio speciale Innovation nell'ambito dell'Influence Day - INDA tenutosi a Milano. A ottobre ha ricevuto il premio performance per la categoria intrattenimento ai Top Creators Awards organizzati da Forbes e Buzzoole. Nel febbraio 2025 con Lodovica Comello e Aldo Vitali (direttore di TV Sorrisi e Canzoni) conduce su Real Time Il podcast di Sanremo come viaggio nella storia del Festival di Sanremo. Il mese seguente è su Prime Video in LOL - Chi ride è fuori.

## Vita privata
Dal 2023 ha una relazione con Ginevra Francesconi, anche lei attrice, conosciuta sul set del film Un oggi alla volta.

## Filmografia
- La bambola di pezza, regia di Nicola Conversa (2022) – cortometraggio
- Pooh - Un attimo ancora, regia di Nicola Conversa (2023) – docufilm
- Un oggi alla volta, regia di Nicola Conversa (2024)
- Io e te dobbiamo parlare, regia di Alessandro Siani (2024)

## Teatrografia (parziale)
- Prova a prendermi, il musical, regia di Piero Di Blasio (2025)

## Programmi televisivi
- Boing Challenge (Boing, Boing App, 2020-2021) - conduttore
- Stand Up! Comici in prova (Nove, 2022) - concorrente
- Il podcast di Sanremo (Real Time, 2025) - conduttore
- LOL - Chi ride è fuori (Prime Video, 2025) - concorrente

## Discografia

### Singoli

#### Da solista
- 2017 – A Natale si può
- 2018 – Due decimi di me
- 2018 – La cintura (parody)
- 2018 – Non so ballare (feat. Luca Sironi)
- 2019 – Pordenone (feat. Luca Sironi)
- 2020 – Weekend (feat. Luca Sironi)
- 2021 – Solo per stanotte (Ma cherie) (feat. DJ Antoine)

#### Con gli Auch
- 2022 – Sotto la doccia
- 2022 – Pisciare in mare
- 2023 – 3mendo
- 2023 – Zitto
- 2024 – Meglio tardi che ai
- 2024 – Cassa 6
- 2025 – Colazione

#### Come autore per altri artisti
- 2024 – Alfa –  Il filo rosso (dall'album Non so chi ha creato il mondo ma so che era innamorato)

## Opere
- Tommaso Cassissa, Mi giustifico!, Mondadori Electa, 2020, ISBN 9788891825179.

## Riconoscimenti
- Forbes Italia
  - 2021 – Inserimento tra gli under 30 italiani di maggiore impatto nel futuro nella categoria "Social media"[7]
- Influence Day - INDA
  - 2024 – Premio speciale Innovation[18]
- Kids' Choice Awards
  - 2021 – Candidatura nella categoria "Star comica dell'anno"[6]
- Top Creators Awards
  - 2024 – Premio performance nella categoria "Intrattenimento"[19]